# Prinz Heinrich (Schiff, 1909)
Das Traditionsschiff Prinz Heinrich ist ein ehemaliger Post- und Passagierdampfer, der von 1909 bis 1969 im Liniendienst zwischen Emden und Borkum betrieben wurde.

## Inselverkehr/Seebäderdienst
Die Prinz Heinrich wurde 1909 als Bau-Nr. 240 von der Papenburger Werft Josef L. Meyer für den Fahrgast- und Postverkehr zwischen Emden und der Nordseeinsel Borkum der Borkumer Kleinbahn- und Dampfschiffahrts-Aktiengesellschaft in Emden gebaut. Grund der Bestellung des Schiffes war, abgesehen von der steigenden Anzahl von Bädergästen, der Ausbau Borkums zur Küstenfestung im Deutschen Kaiserreich. Der Baupreis betrug 104.500 Reichsmark.
1953 erfolgte eine Umbenennung des Schiffes in Hessen und 1958 wurde die Hessen an die Reederei „Aktiengesellschaft Ems“ in Emden verkauft. Die neuen Eigner ließen die Hessen bei der Werft C. Cassens in Emden zum Motorschiff umbauen. Die zwei Sechszylinder-Dieselmotoren leisteten je 215 PS und ermöglichten so eine Geschwindigkeit von 11 Knoten.
Das Fahrgastschiff konnte fortan mit 11 Mann Besatzung 390 Personen befördern.

## Museumsschiff
Nach seiner Außerdienststellung im Jahre 1969 wurde das Schiff an das Hildesheimer Ehepaar Mady und Reinhold Kasten veräußert, die es am neuen Liegeplatz im Holstenhafen nahe der Lübecker Altstadt und unweit des Holstentors unter dem Namen Mississippi zum stationären Museumsschiff mit einer Überseeausstellung umgestalteten. Das Museumsschiff wurde 2002 nach Rostock-Warnemünde verkauft. Die Überseeausstellung wurde dort später in ein Gebäude neben dem Leuchtturm verlegt.

## Traditionsschiff

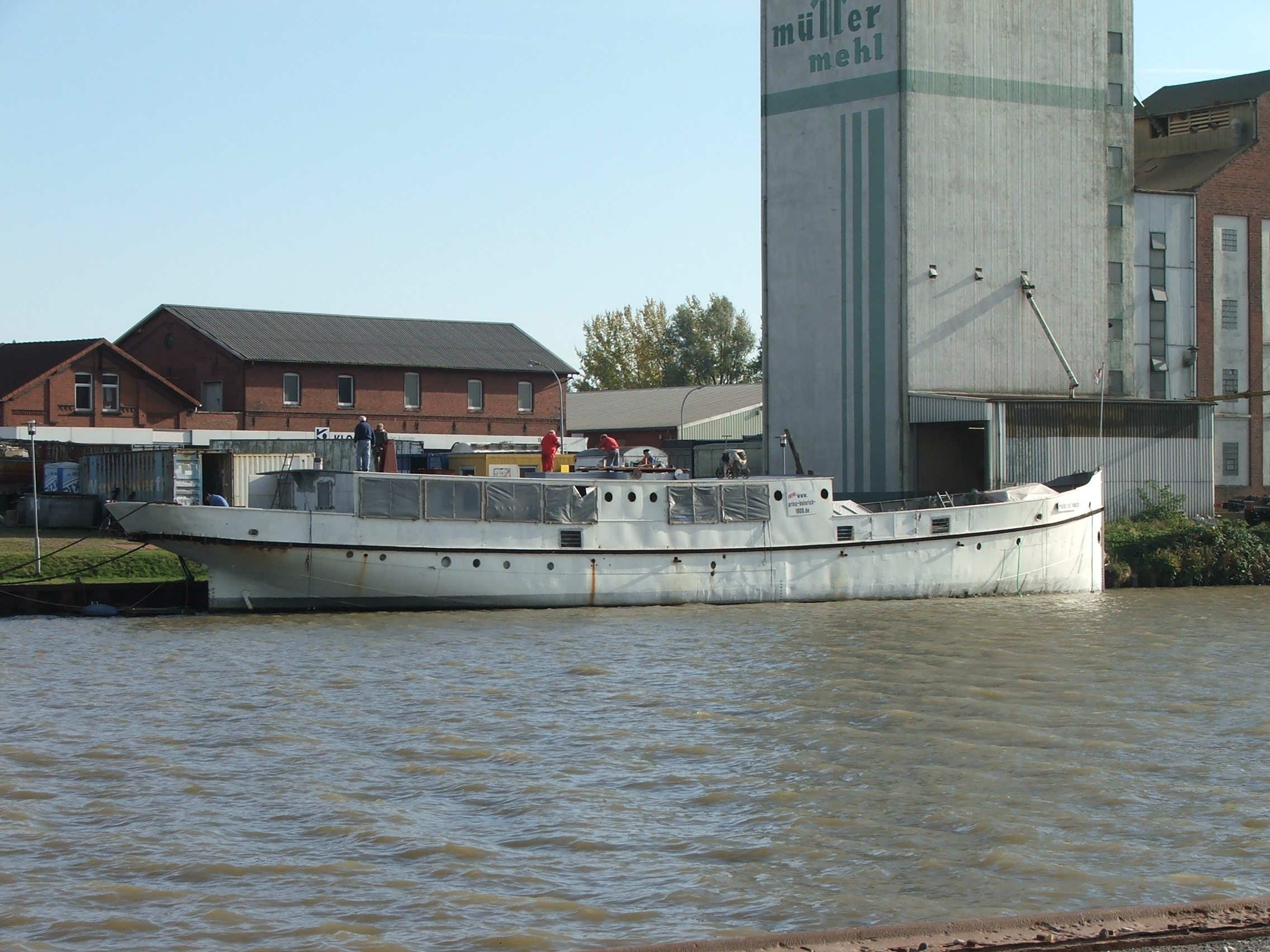
Die Prinz Heinrich während der Restaurierung

2003 erwarb der neu gegründete Verein „Traditionsschiff Prinz Heinrich“ e. V. in Leer das Schiff vom letzten Eigner in Rostock und brachte den ehemaligen Seebäderdampfer nach Leer. Noch im selben Jahr wurde die Prinz Heinrich als bewegliches Denkmal vom Niedersächsischen Landesamt für Denkmalpflege in Hannover anerkannt. Seit dem Ende der aufwändigen Restaurierung 2018 liegt das Schiff im weitgehend ursprünglichen Zustand am historischen Liegeplatz am Nesse-Ufer im Freizeithafen in Leer als Museumsschiff, beherbergt eine Ausstellung zur Schifffahrt in der Ems-Dollart-Region sowie über die Leeraner Heringsfischerei und fährt wieder, unter anderem auf ihrer einstigen Route nach Borkum.

## Regionales Kulturdenkmal
Die Prinz Heinrich ist eines der ältesten in Deutschland erhaltenen Passagierschiffe dieses Typs. Durch ihren Bau auf der Meyer-Werft in Papenburg sowie die sechzig Jahre lange Einsatzdauer im Post-, Versorgungs- und Bäderdienst zwischen Emden und der Nordseeinsel Borkum für eine ostfriesische Reederei hat sie außerdem einen sehr starken Bezug zur Region. Der Liegeplatz im Hafen von Leer wurde zur Bauzeit des Schiffs schon als solcher genutzt und unterstreicht so die Verwendung als schwimmendes Kulturdenkmal der maritimen Geschichte Ostfrieslands und von Leer.

## Ähnliche Schiffe
- Der nur ein Jahr früher gebaute Salon- und Fördedampfer Alexandra aus Flensburg existiert noch als Schiff ähnlichen Zuschnitts und  gilt als vergleichbares schwimmendes Kulturdenkmal.
- Ein weiteres, sehr ähnliches Schiff von der Werft Jos. L. Meyer kann noch im Ostseebad Damp in einem Kiesbett an Land betrachtet werden. Der Dampfer Albatros wurde 1912 für die gleiche Reederei gebaut, der auch die Alexandra gehörte. Als kombinierter Fracht- und Passagierdampfer, mit der Option im Winterhalbjahr auch Lebendvieh zu transportieren, wechselte er mit der Alexandra und einem ähnlichen Schiff 1935 zur neugegründeten Förde-Reederei und war noch 1970 in Fahrt. Wenige Jahre später kam das Schiff in das neugebaute Seebad Damp 2000, wurde an Land gestellt und seitdem von verschiedenen Organisationen genutzt. An Bord befindet sich noch die originale Dampfmaschine; der Kessel musste einem Ausstellungsraum weichen.